# Suzuki XL-7
Suzuki XL-7 – sztandarowy model Suzuki na rynek amerykański. Jego linia nadwozia jest odmienna od dotychczasowej, właściwej dla serii Grand Vitara.
Napęd – 4x4, maksymalny moment obrotowy – 231 Nm, średnica zawracania – 11,8 m, objętość bagażnika – 187 dm³, ładowność – 535 kg, prędkość maksymalna – 175 km/h.